# Élections législatives de 2020 au Queensland
Les élections législatives de 2020 au Queensland ont lieu le 31 octobre 2020 afin de renouveler les 93 sièges de l'Assemblée législative de cet État australien.
Le scrutin est remporté par le Parti travailliste de la Première ministre sortante Annastacia Palaszczuk, qui décroche la majorité absolue au parlement.

## Contexte
Les élections de 2016 voient la victoire du Parti travailliste, au pouvoir depuis 2015 sous la forme d'un gouvernement minoritaire bénéficiant du soutien sans participation d'un seul élu indépendant. Fort de leur victoire sur le Parti libéral national et les autres partis mineurs, les travaillistes décrochent cette fois ci une majorité absolue des sièges qui permet à la Première ministre travailliste Annastacia Palaszczukde former un gouvernement majoritaire.

## Système électoral

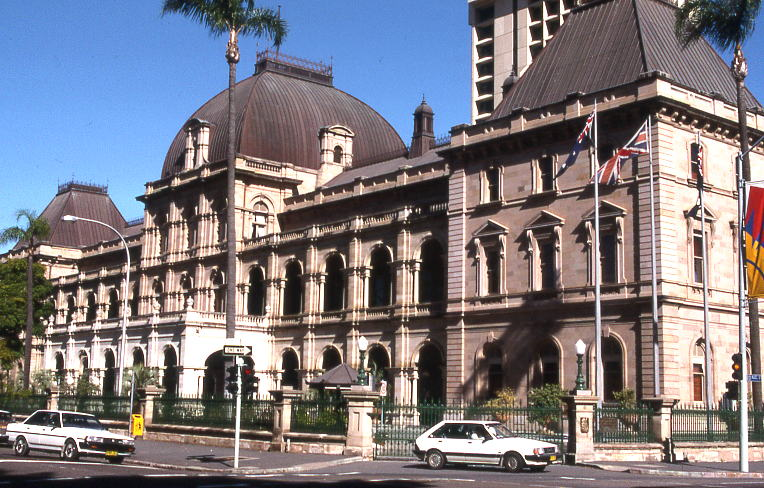
Bâtiment de l'assemblée à Brisbane.

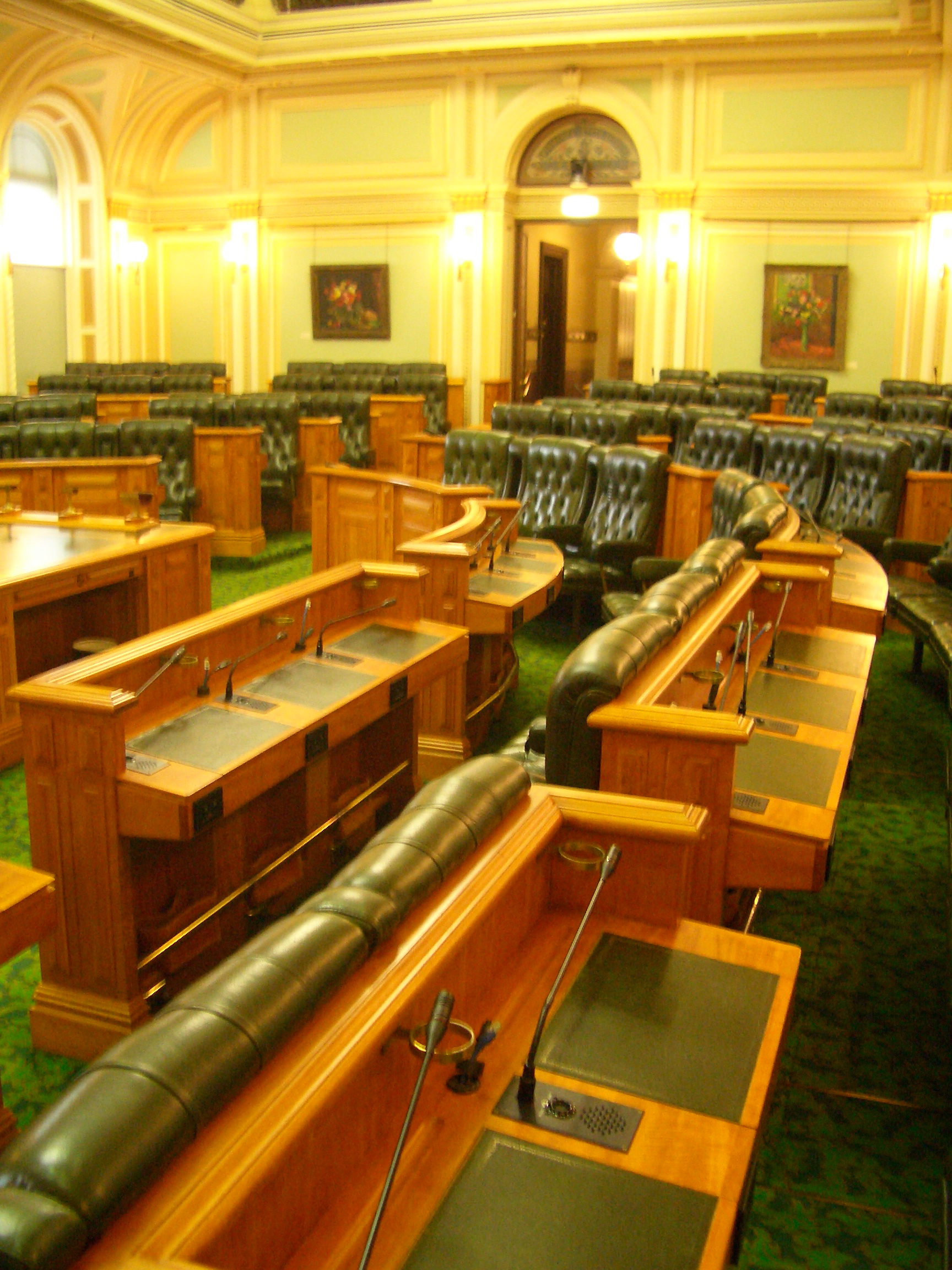
Intérieur de l'assemblée.

L'Assemblée législative du Queensland est un parlement unicaméral doté de 93 sièges pourvus pour quatre ans au vote à second tour instantané dans autant de circonscription électorale. Le vote y est utilisé sous sa forme intégrale : les électeurs classent l'intégralité des candidats par ordre de préférences en écrivant un chiffre à côté de chacun de leurs noms sur le bulletin de vote, 1 étant la première préférence. Au moment du dépouillement, les premières préférences sont d'abord comptées puis, si aucun candidat n'a réuni plus de la moitié des suffrages dans la circonscription, le candidat arrivé dernier est éliminé et ses secondes préférences attribuées aux candidats restants. L'opération est renouvelée jusqu'à ce qu'un candidat atteigne la majorité absolue. 
Les élections de 2020 sont les secondes depuis le passage à cette forme intégrale du vote alternatif — où tous les candidats doivent être classés —. Depuis 1992, le Queensland utilisait une forme optionnelle où les électeurs pouvaient ne choisir qu'un seul candidat sans ajouter d'autres préférences. La loi électorale est cependant modifiée en 2016 afin de mettre en place la version actuelle, qui rend nuls les bulletins de vote où tous les candidats n'ont pas été classés. La nouvelle loi électorale fait également passer de 89 à 93 le nombre de sièges de députés.
Ces élections sont également les premières à pourvoir les sièges de députés pour un mandat de quatre ans, au lieu de trois auparavant. Ce changement fait suite à un référendum organisé en mars 2016 au cours duquel la proposition est approuvée par 52,96 % des votants, pour une participation de 82,18 %. La date des élections est depuis fixée au dernier samedi du mois d'octobre de la quatrième année du mandat de l'assemblée.

## Forces en présences
| Parti Nom en anglais | Parti Nom en anglais                                            | Idéologie                                                                  | Chef de file          | Résultats en 2017           |
| -------------------- | --------------------------------------------------------------- | -------------------------------------------------------------------------- | --------------------- | --------------------------- |
|                      | Parti travailliste Labor Party (Labor)                          | Centre gauche Social-démocratie, progressisme                              | Annastacia Palaszczuk | 35,43 % des voix 48 députés |
|                      | Parti libéral national Liberal National Party (LNP)             | Centre droit Libéral-conservatisme, libéralisme économique                 | Deb Frecklington      | 33,69 % des voix 39 députés |
|                      | Une nation de Pauline Hanson Pauline Hanson's One Nation (PHON) | Droite à extrême droite Nationalisme, populisme de droite, protectionnisme | Pauline Hanson        | 13,73 % des voix 1 député   |
|                      | Parti australien de Katter Katter's Australian Party (KAP)      | Droite Conservatisme, populisme de droite, protectionnisme                 | Robbie Katter         | 2,32 % des voix 3 députés   |
|                      | Verts Australian Greens                                         | Gauche Écologie politique                                                  | N/a                   | 10 % des voix 1 député      |

## Sondages

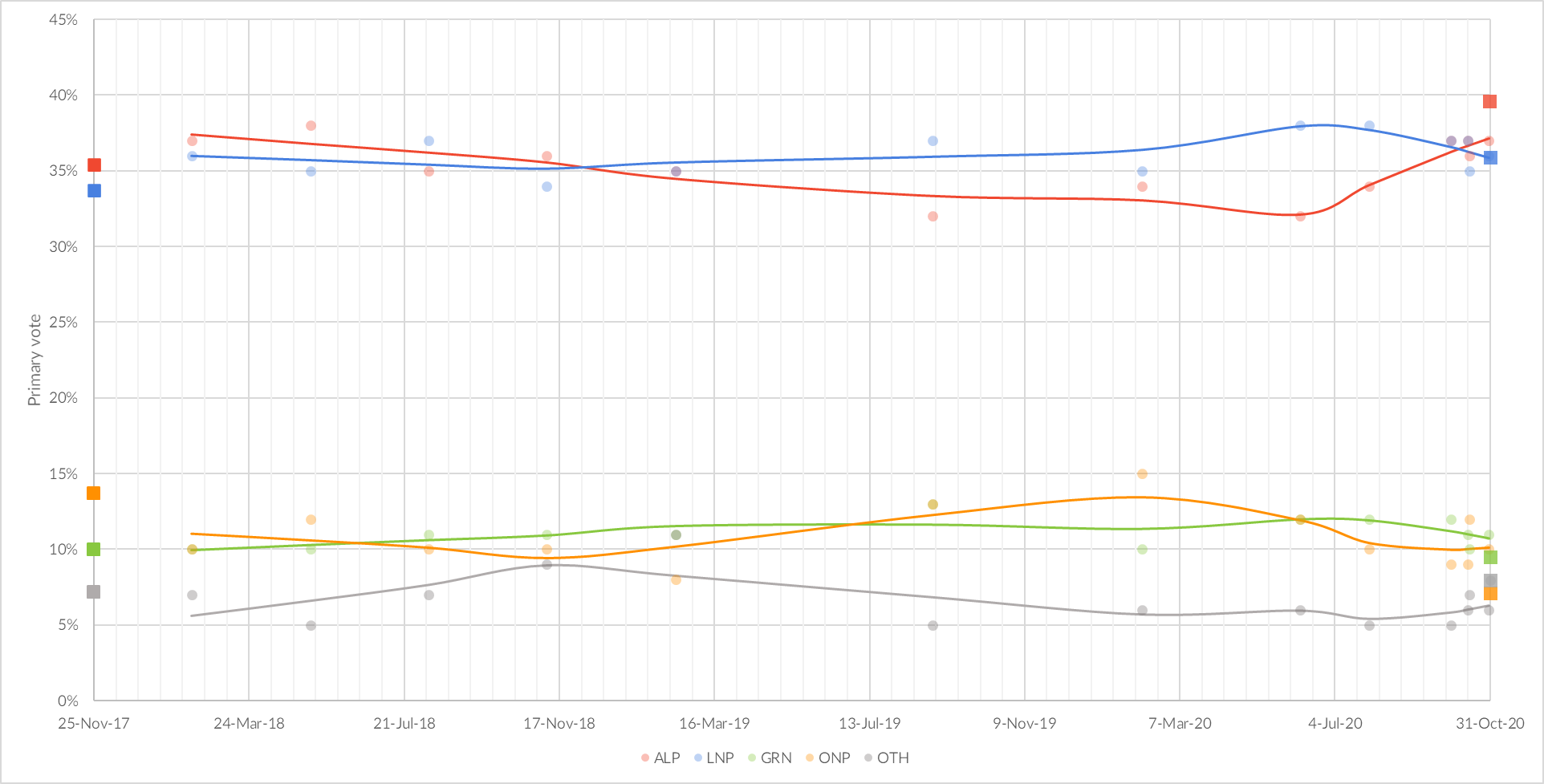
Évolution des intentions de vote exprimées depuis les dernières élections en 2017.

| Date                          | Institut   | Premières préférences | Premières préférences | Premières préférences | Premières préférences | Premières préférences |        | Second votes | Second votes |
| Date                          | Institut   | ALP                   | LNP                   | Verts                 | ON                    | Autres                | ALP    | LNP          |              |
| ----------------------------- | ---------- | --------------------- | --------------------- | --------------------- | --------------------- | --------------------- | ------ | ------------ | ------------ |
| Date                          | Institut   |                       |                       |                       |                       | Autres                |        |              |              |
| 25-30 octobre 2020            | Newspoll   | 37 %                  | 36 %                  | 11 %                  | 10 %                  | 6 %                   | 51,5 % | 48,5 %       |              |
| 12-15 octobre 2020            | Roy Morgan | 36 %                  | 35 %                  | 10 %                  | 12 %                  | 7 %                   | 51 %   | 49 %         |              |
| 9-14 octobre 2020             | Newspoll   | 37 %                  | 37 %                  | 11 %                  | 9 %                   | 6 %                   | 52 %   | 48 %         |              |
| 24 septembre-1er octobre 2020 | YouGov     | 37 %                  | 37 %                  | 12 %                  | 9 %                   | 5 %                   | 52 %   | 48 %         |              |
| 30 juillet 2020               | Newspoll   | 34 %                  | 38 %                  | 12 %                  | 11 %                  | 5 %                   | 49 %   | 51 %         |              |
| 7 juin 2020                   | YouGov     | 32 %                  | 38 %                  | 12 %                  | 12 %                  | 6 %                   | 48 %   | 52 %         |              |
| 7 février 2020                | YouGov     | 34 %                  | 35 %                  | 10 %                  | 15 %                  | 6 %                   | 50 %   | 50 %         |              |
| 30 août 2019                  | YouGov     | 32 %                  | 37 %                  | 13 %                  | 13 %                  | 5 %                   | 49 %   | 51 %         |              |
| 13-14 février 2019            | YouGov     | 35 %                  | 35 %                  | 11 %                  | 8 %                   | 11 %                  | 52 %   | 48 %         |              |
| 7-8 novembre 2018             | YouGov     | 36 %                  | 34 %                  | 11 %                  | 10 %                  | 9 %                   | 53 %   | 47 %         |              |
| 8-9 août 2018                 | YouGov     | 35 %                  | 37 %                  | 11 %                  | 10 %                  | 7 %                   | 51 %   | 49 %         |              |
| 9-10 mai 2018                 | YouGov     | 38 %                  | 35 %                  | 10 %                  | 12 %                  | 5 %                   | 53 %   | 47 %         |              |
| 7-8 février 2018              | YouGov     | 37 %                  | 36 %                  | 10 %                  | 10 %                  | 7 %                   | 52 %   | 48 %         |              |

## Résultats
|                           |                              |           |       |      |        |               |  |  |  |
| Partis                    | Partis                       | Voix      | %     | +/-  | Sièges | +/-           |  |  |  |
|                           | Parti travailliste           | 1 134 969 | 39,57 | 4,15 | 52     | 4             |  |  |  |
|                           | Parti libéral national       | 1 029 442 | 35,89 | 2,20 | 34     | 5             |  |  |  |
|                           | Verts                        | 271 514   | 9,47  | 0,53 | 2      | 1             |  |  |  |
|                           | Une nation de Pauline Hanson | 204 316   | 7,12  | 6,61 | 1      | en stagnation |  |  |  |
|                           | Parti australien de Katter   | 72 168    | 2,52  | 0,20 | 3      | en stagnation |  |  |  |
|                           | Autres partis                | 84 923    | 2,96  | -    | 0      | en stagnation |  |  |  |
|                           | Indépendants                 | 70 992    | 2,48  | 2,10 | 1      | en stagnation |  |  |  |
|                           |                              |           |       |      |        |               |  |  |  |
| Votes valides             | Votes valides                | 2 868 324 | 96,60 |      |        |               |  |  |  |
| Votes blancs et invalides | Votes blancs et invalides    | 101 023   | 3,40  |      |        |               |  |  |  |
| Total                     | Total                        | 2 969 347 | 100   | -    | 93     | en stagnation |  |  |  |
| Abstentions               | Abstentions                  | 408 129   | 12,10 |      |        |               |  |  |  |
| Inscrits / participation  | Inscrits / participation     | 3 377 476 | 87,90 |      |        |               |  |  |  |